# آراگومیناس
آراگومیناس (به پرتغالی: Aragominas) یک منطقهٔ مسکونی در برزیل است که در توکانتینس واقع شده‌است. آراگومیناس ۱٬۱۷۳ کیلومتر مربع مساحت و ۵٬۷۳۱ نفر جمعیت دارد.